# August Oncken
August Oncken (n. Heidelberg, 10 de abril de 1844 – † Schwerin, 10 de julio de 1911) fue un economista alemán. Estudió en Múnich, Heidelberg y Berlín Es un escritor de la escuela nacional. 1878 llegó a ser profesor universitario de Berna. El hermano es Wilhelm Oncken. Su obra superior Die Geschichte der Nationalökonomie. Erster Teil: Die Zeit vor Adam Smith (1902).
publication:
- Geschichte der Nationalökonomie ISBN 978-3-8364-2413-4
- Untersuchung über den Begriff der Statistik (Leipzig, 1870)
- Die Wiener Weltausstellung 1873 (Berlin, 1873)
- Adam Smith in der Kulturgeschichte (Wien, 1874)
- Österreichische Agrarier (das. 1877)
- Adam Smith und Immanuel Kant (Leipzig, 1877, Bd. 1)
- Der ältere Mirabeau und die ökonomische Gesellschaft in Bern (Bern 1886)
- Die Maxime Laissez faire et laissez aller (das. 1887).